# Mezerovitost
Mezerovitost je vlastnost zrnitých sypkých materiálů. Mezerovitost vypočítáme ze vztahu:
{\displaystyle M={\frac {V_{m}}{V}}\cdot 100={\left(1-{\frac {\rho _{s}}{\rho _{v}}}\right)}\cdot 100}
kde M je mezerovitost v %, Vm je objem mezer mezi zrny v m³, ρs je sypká hustota v kgm-3, V je celkový objem v m³, ρv je objemová hmotnost zrn v kgm-3.